# Pisoid

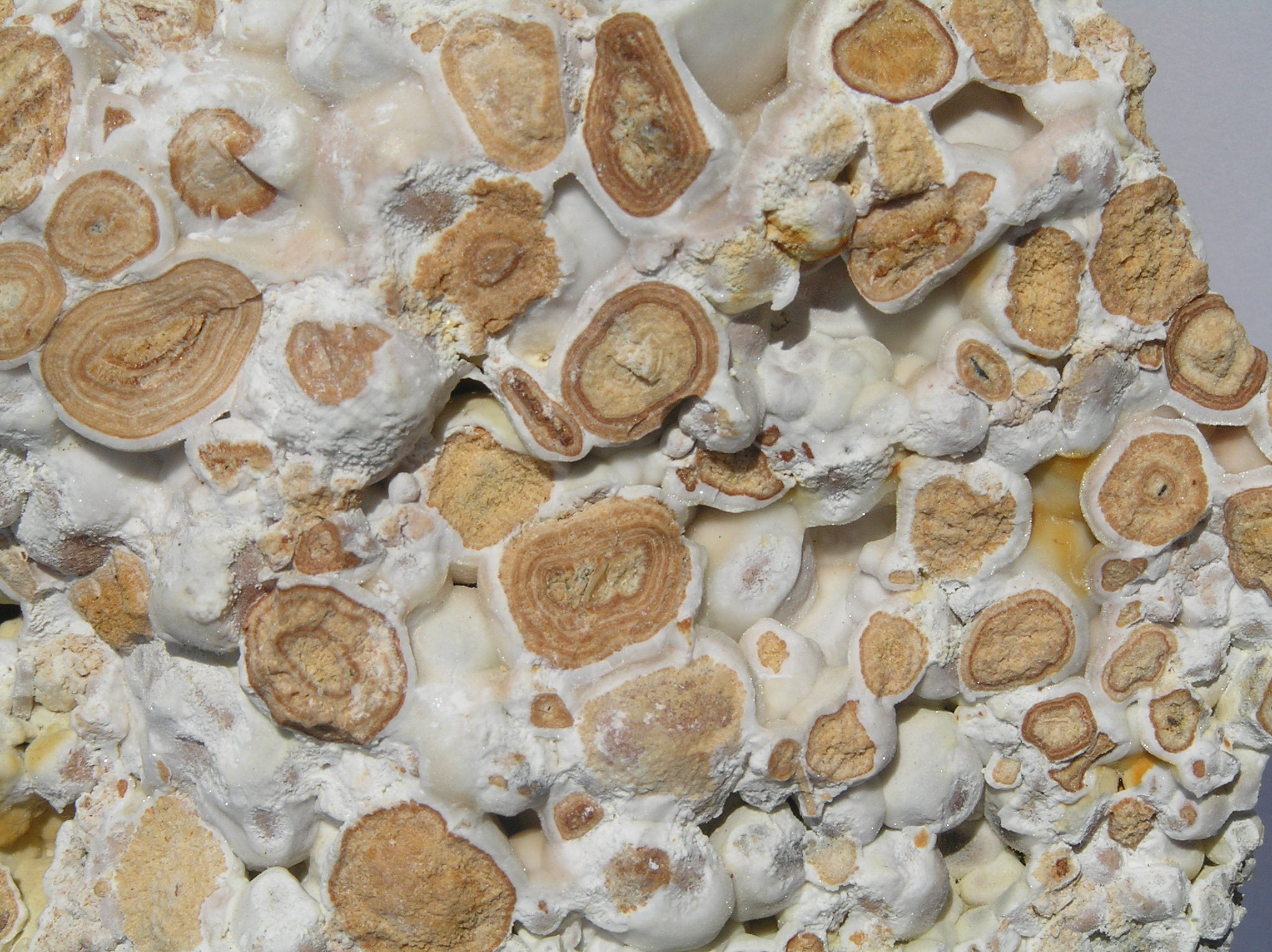
Aragonitischer Erbsenstein aus Karlsbad in Tschechien. Einige Pisoide sind beim Formatieren der Probe halbiert worden, die Bruchflächen zeigen deutlich den konzentrischen Aufbau.

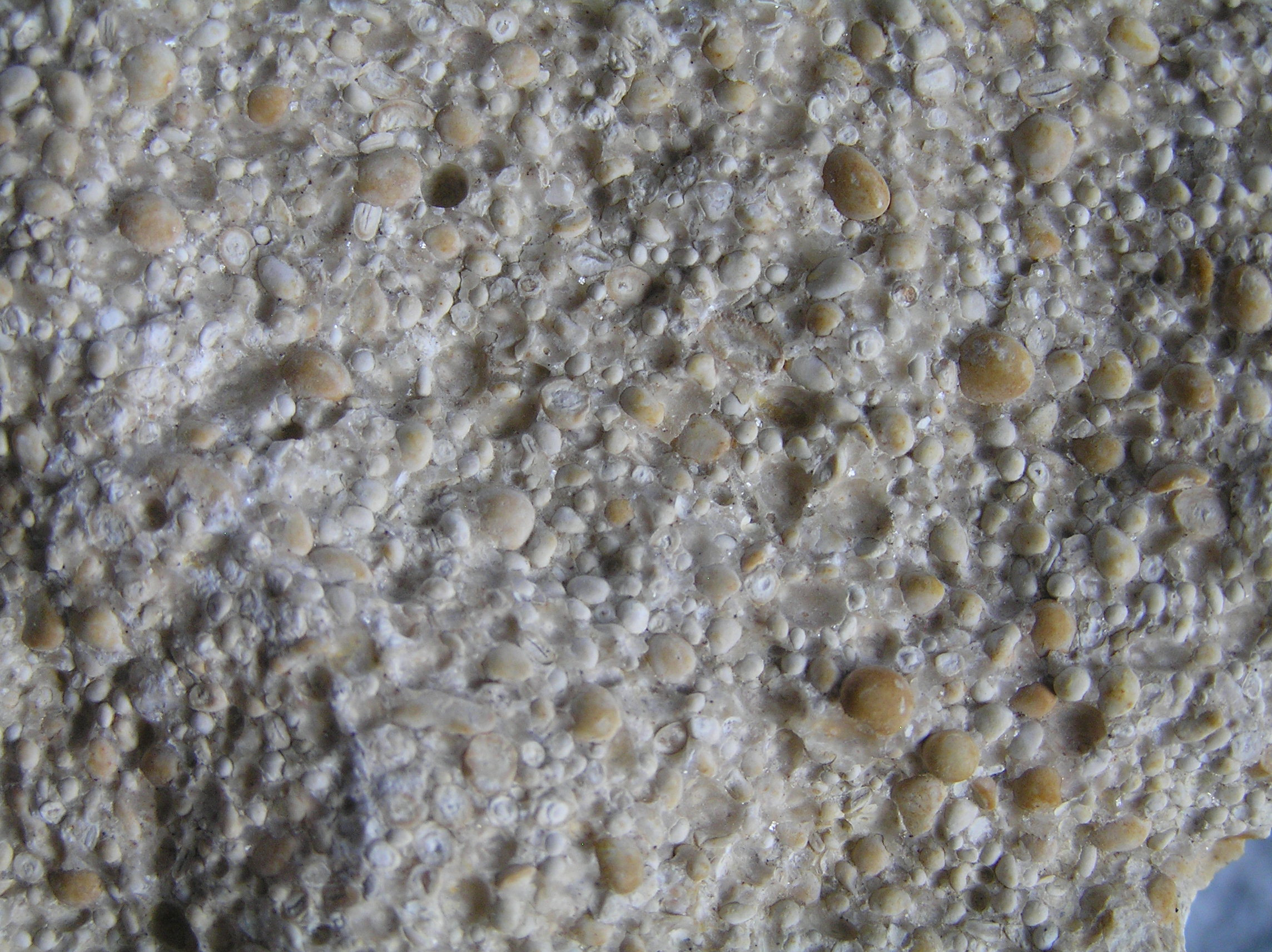
Relativ feinkörniger Erbsenstein aus Karlsbad mit nur sehr wenigen halbierten Körnern

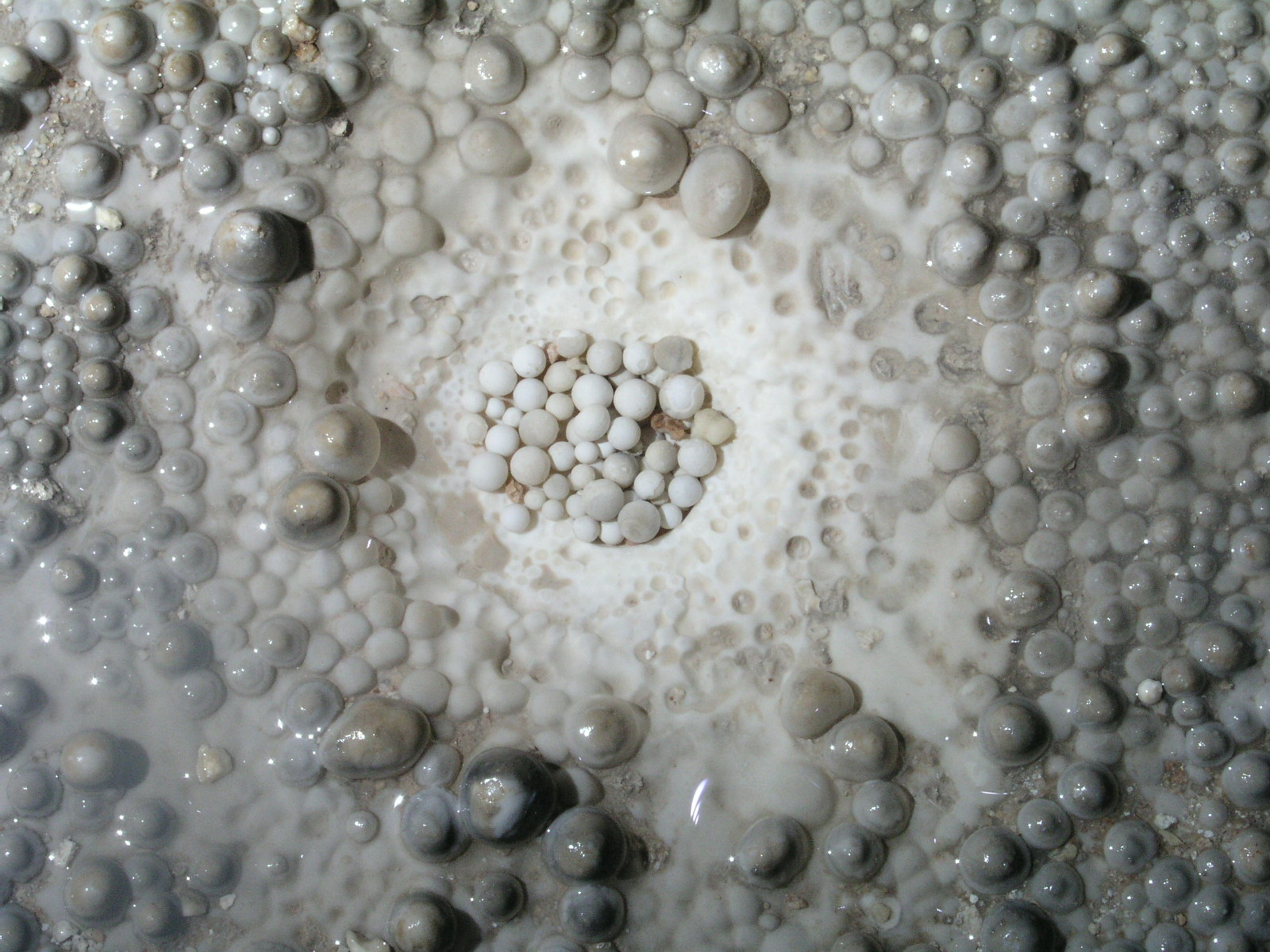
Karbonatische Pisoide („Höhlenperlen“) in den Carlsbad-Höhlen, New Mexico

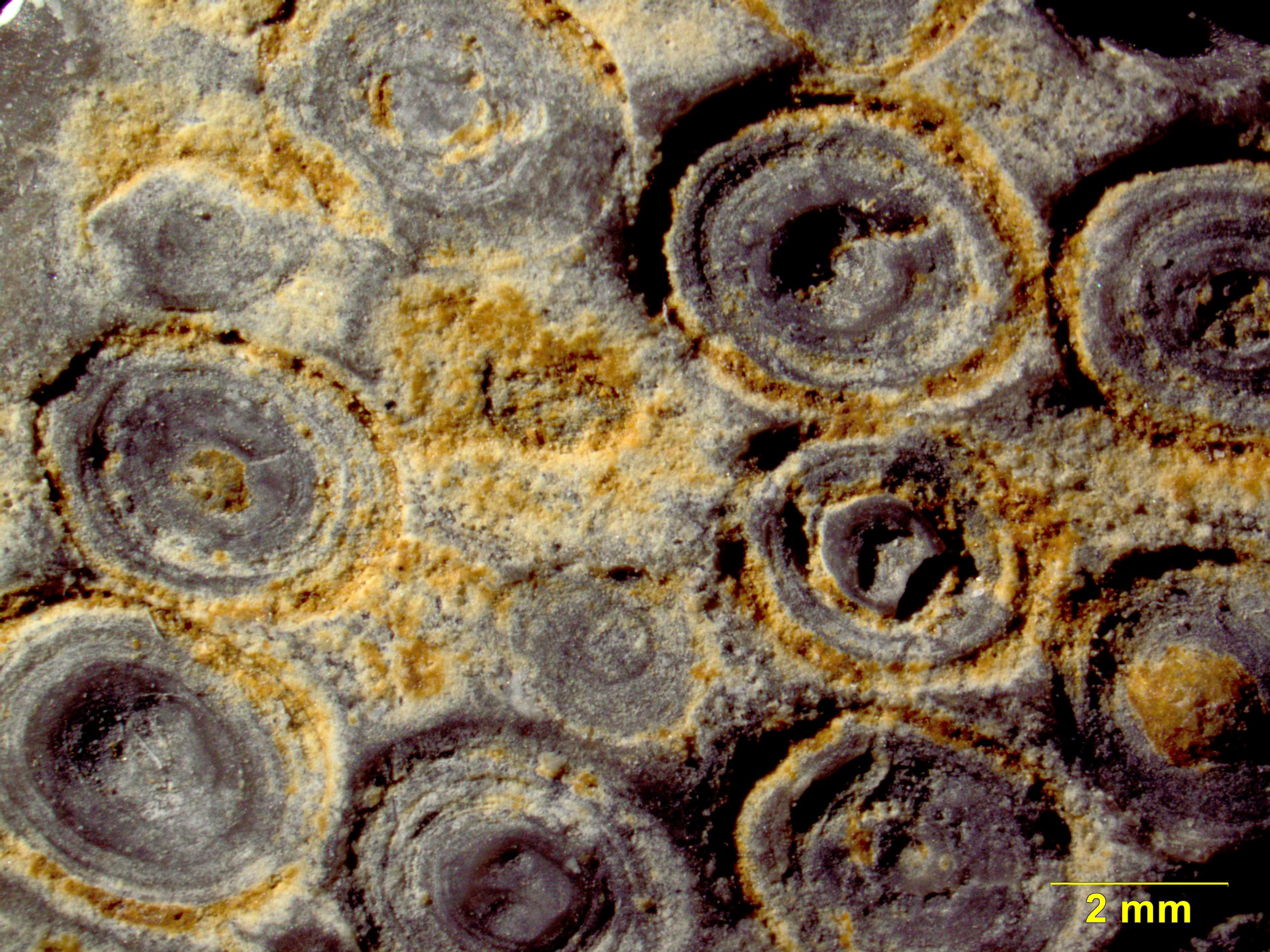
Ein Pisolith aus dem oberen Kambrium von Pennsylvania. Da es sich um ein marines Karbonatgestein handelt, sind dies Pisoide im weiteren Sinn bzw. nach englischem Sprachgebrauch.

Pisoid (lat. pisum „Erbse“) ist ein rundes Einzelkorn in Sedimentgesteinen, das durch die Anlagerung von dünnen Mineralschichten entsteht.

## Abgrenzung
Dieser Begriff aus der Petrographie hat in der älteren Literatur verschiedene Bedeutungen:
- Eine weit verbreitete Bedeutung bezeichnet ein nicht im Meer gebildetes, lagiges, relativ großes Kalk-  (oder auch Nicht-Kalk-)Korn mit einem Kern.
- Heute werden darunter karbonatische oder auch nicht-karbonatische Körner verstanden, die in ihrem Lagenbau den Ooiden ähnlich sind, sich von ihnen jedoch in folgenden Punkten unterscheiden:
  - Größe (gewöhnlich einige Millimeter bis Zentimeter), außerdem
  - Bildungsmechanismus
  - Bildungsraum
  - Detailstruktur.

Aufgrund der Vieldeutigkeit des Begriffs ist es heute üblich, den Begriff „Pisoid“ durch eine geeignete Kombination genauer zu bezeichnen, welche die Entstehung mit einbezieht, etwa Höhlen-, Caliche-, fluviatile oder lakustrine Pisoide.
Einige Autoren beschreiben mit dem Terminus Pisoid auch runde Karbonatkörner, die von Algen gebildet werden. Diese Pisoide sollten allerdings korrekterweise als Onkoide oder Rhodolithe bezeichnet werden.

## Definition
Pisoide sind meist rundliche, strukturell den Ooiden ähnliche Körner mit einem Durchmesser von mehr als 2 mm bis mehreren Zentimetern. Sie besitzen dichte, oft etwas unregelmäßige Lagen um einen Kern (Nukleus).
Die Form wird durch den Bildungsort bestimmt:
- einige Pisoide in kontinuierlich bewegtem Wasser zeigen eine zunehmende Sphärizität in den äußeren Lagen, z. B. Höhlenpisoide („Höhlenperlen“) in Tropfwasserwannen oder Pisoide in heißen Quellen.
- dagegen zeigen Pisoide, die im schwach bewegten Wasser gebildet wurden, oft eine abnehmende Sphärizität in den äußeren Lagen.

Andere Pisoide sind asymmetrisch und bilden oben und unten dickere Lagen; andere sind seitlich gelängt. Seltener sind Pisoide auch miteinander verbunden. Sie können zerbrochen und wieder erneut umkrustet sein. Die Kerne sind meist Lithoklasten, Peloide, Fragmente anderer Pisoide oder Zementkrusten.
Pisoide entstehen nahezu rein chemisch durch Ausfällung (Höhlenpisoide, Pisoide in Thermalquellen), aber auch unter starker Beteiligung von Mikrobenmatten (z. B. Calichepisoide).
Gesteine, die überwiegend aus Pisoiden bestehen, werden als Pisolithe bezeichnet. Deutsche Bezeichnungen dafür sind Erbsenstein oder Sprudelstein, wobei diese Begriffe jedoch auf Pisoide in Höhlen oder Thermalquellen beschränkt sind.

## Vorkommen
Die Pisolith- und Erbsenstein-Vorkommen in Karlsbad wurden bereits von Johann Wolfgang von Goethe  in einer Abhandlung beschrieben und diskutiert.
Andere europäische Vorkommen befinden sich unter anderem in Niederösterreich, in der Schweiz und in Frankreich.